# Colonia 13 de Abril
Colonia 13 de Abril är en ort i Mexiko.   Den ligger i kommunen Morelia och delstaten Michoacán de Ocampo, i den södra delen av landet, 220 km väster om huvudstaden Mexico City. Colonia 13 de Abril ligger 1 988 meter över havet och antalet invånare är 704.
Terrängen runt Colonia 13 de Abril är kuperad åt nordväst, men åt sydost är den platt. Terrängen runt Colonia 13 de Abril sluttar österut. Runt Colonia 13 de Abril är det tätbefolkat, med 411 invånare per kvadratkilometer. Närmaste större samhälle är Morelia, 7,1 km sydost om Colonia 13 de Abril. I omgivningarna runt Colonia 13 de Abril växer huvudsakligen savannskog.